# 음운론적 단어
음운론적 단어(音韻論的單語, phonological word)는 기식군이나 휴지를 기준으로 정의되는 단어이다. 문법론적으로는 독립된 복수의 단어가 음운론적으로는 마치 한 단어처럼 이어서 발음되는 경우, 형태론적으로 정의된 단어와 음운론적 단어는 불일치하게 된다. 한국어에서는 관형어+의존명사 구성, 본용언+보조용언 구성 등이 이러한 경우에 해당한다. 반대로 접두사 ‘범(汎)-’처럼, 음운론적으로는 독립되나 문법론적으로 의존적인 단어의 경우에도, 음운론적 단어와 형태론적 단어가 일치하지 않게 된다.

## 참고 문헌
- 배주채 (2013). 《한국어의 발음》 개정판. 서울: 삼경문화사. ISBN 9788988408360.
- 황화상 (2018). 《현대국어 형태론》 개정2판. 서울: 지식과교양. ISBN 9788967641337.